# Hippopsicon luteolum
Hippopsicon luteolum là một loài bọ cánh cứng trong họ Cerambycidae.